# Межва, Збигнев Эдмунд
Збигнев Межва (пол. Zbigniew Mierzwa; 14 июня 1955, Гач) — польский государственный деятель, депутат X созыва Народного сейма Польши, I и II созывов сейма Польской Республики .

## Биография
В 1980 году окончил факультет техники и энергетики сельскохозяйственной академии в Кракове. Работал в кооперативе сельскохозяйственных кружков в Гаци. Позже он был специалистом по мелиорации и Луговому хозяйству в муниципальном управлении Гать. С 1981 по 1989 год работал секретарем муниципального комитета объединённой народной партии в Гаци. В 1981—1985 годах занимал должность заместителя председателя областного совета союза сельской молодежи. С 1981 года занимал должность председателя Муниципального Совета добровольной пожарной охраны в Гаци. В 1982 году занялся ведением индивидуального фермерского хозяйства.
Депутат X созыва Народного сейма Польши, I и II созывов сейма Польской Республики (1989—1997). В 1990-е годы был вице-президентом Верховного исполнительного комитета Польской крестьянской партии (пол. Naczelny Komitet Wykonawczy Polskiego Stronnictwa Ludowego; NKW PSL), состоял во внутренних органах этой партии.
С 2000-х годов живёт и работает в России. Преподаватель Финансового университета при Правительстве Российской Федерации, доктор экономических наук.

## Награды
- Бронзовый Крест Заслуг (1986)
- Кавалер Ордена Возрождения Польши (1999)